# Tinodes beysehirensis
Tinodes beysehirensis är en nattsländeart som beskrevs av Füsun Sipahiler 1999. Tinodes beysehirensis ingår i släktet Tinodes och familjen tunnelnattsländor. Inga underarter finns listade i Catalogue of Life.